# أوسكار (سمكة)
أوسكار هو نوع من الأسماك  التي تنتمي إلى عائلة السكليد الأمريكي تعيش في أمريكا الجنوبية في نهر الأمازون، في البرازيل وكولومبيا، بيئتها المفضلة المياه العذبة، قعر رملي، نباتات عائمة وصخور كبيرة حجمها حوالي 25 سم. تتكاثر بالبيوض.
يعد سمك الأوسكار من أشهر أنواع أسماك الزينة وأكثرها إنتشارا لدى مربي الأسماك، حيث يتمتع هذا النوع من السمك بجاذبيه عاليه لمربي الاسماك لذكائه الشديد ولونه وشكله المثير. سمك الاوسكار هو سمك عدواني لكنه اقل عدوانيه من العديد من الاسماك الزينة الأخرى (semi aggressive) ويتميز بتحمله للظروف المتغيرة للمياه وقدرته على مواجهة الأمراض التي تواجه مربي الأسماك.يعيش سمك الأوسكار مع بقية الأسماك من عائلة السكليد الأمريكي التي تكون بنفس حجمه تقريبا. يستطيع سمك الأوسكار العيش داخل الأحواض الزجاجية والتكاثر بشكل عادي، ويصعب اكتشاف جنس هذا السمك إلا لذوي خبرة كبيرة أو التحاليل الطبية للدم

## المنزلية

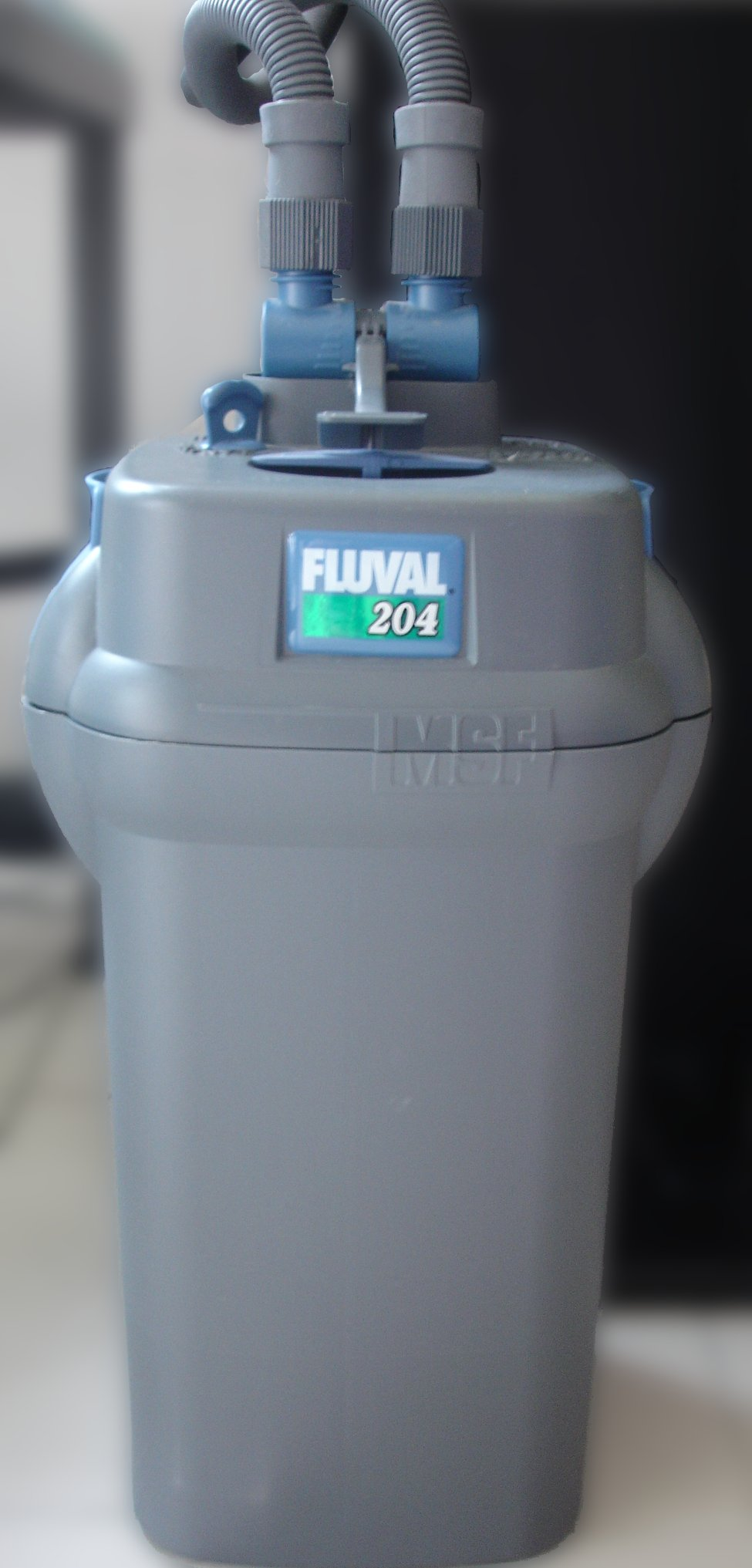
فلتر خارجي

- هذا النوع من الأسماك يكبر بشكل سريع ويحتاج إلى احواض كبيره جدا لتربيته في المنازل، وقد يبلغ طول الاوسكار في بعض الأحيان حوالي 45 سم ولكنه بالغالب يكون بحجم اصغر وبمعدل 30 سم بالاحواض المنزلية.
- نظرا لحجم هذا النوع من الاسماك فان كمية الاكل التي يحتاجها وبالتالي النفايات التي تصدر عنه هي مرتفعه وتحتاج إلى نظام جيد لفلترة الماء مع مراعات تربيته باحواض لا تقل عن 50 جالون للسمكة الواحدة مع إمكانيه تربية سمكتين في احواض بحجم 75 جالون معا، حيث ان كمية المياه الكبيرة في هذه الاحواض تعمل على تخفيف نسبه النفايات الناتجة عن السمكه وهي كبيره وابقاء المياه صالحه لعيش الاوسكار كما أن الحجم الكبير يعطي مجالا للسمكه للتحرك.
- الاوسكار يحب عمل الديكور الخاص به في المسمكة، فمن الممكن ان يقوم بتحريك الصخور، انتزاع الزراعة البلاستيكيه أو تغيير مكانه وهو يفعل ذلك بكل سهوله نظرا لحجمه وقوته!

يفضل استعمال فلتر خارجي لحوض اسماك الاوسكار "Canister Filter" على ان يتم انتقاء فلتر يستطيع ضخ من 5-10 اضعاف كمية الماء في الحوض خلال ساعة واحده واذا توفره ميزانيه مناسبه يفضل وجود فلترين من هذا النوع لحوض الاوسكار مع مراعاه تنظيف الفلتره مره واحده بالشهر لا زاله العوالق من الفلتره الميكانيكية للفلتر وبالتالي المحافظة على عمل الفلتر بشكل جيد

## الغذاء
- يتغذى الاوسكار بالاحواض باستخدام طعام الاسماك الدارج الذي يجب أن يشمل بروتين نباتي وحيواني حيث انه في البرية يتغذى باصطياد بعض الاسماك ويشكل النباتات جزء كبير من غذاءه. من الممكن استعمال الخس كغذاء للاوسكار بالإضافة إلى الطعام الجاهز ليشكل مصدرا للغذاء النباتي للسمكة.
- يستحسن عدم محاوله اطعام الاوسكار اسماك حيه -feeder fish - مثل السمك الذهبي الصغير وغيرها حيث تربى هذه الاسماك ببيئه سيئه وباعداد كبيره جدا وقد تحتوي هذه الاسماك امراضا تضر أو قد تقتل الاسماك بالحوض.
- من الممكن اطعام الاوسكار مرة يوميا وهو صغير وفي طور النمو وتقليل الاكل عندما ينضج مثل اعطائه وجبه يوميا أو كل يومين مع الانتباه إلى ان جميع الاكل المعطى يتم تناوله في 5 دقائق كاقص حد من قبل السمك ومراعاه ان اطعام السمك كثيرا قد «يقتل» السمك بسبب التلوث للماء الناجم عن الاكل أو الفضلات الصادره بسبب كثره الطعام (وهذه بالعادة أحد أهم أسباب موت الاسماك عند معظم الهواة).

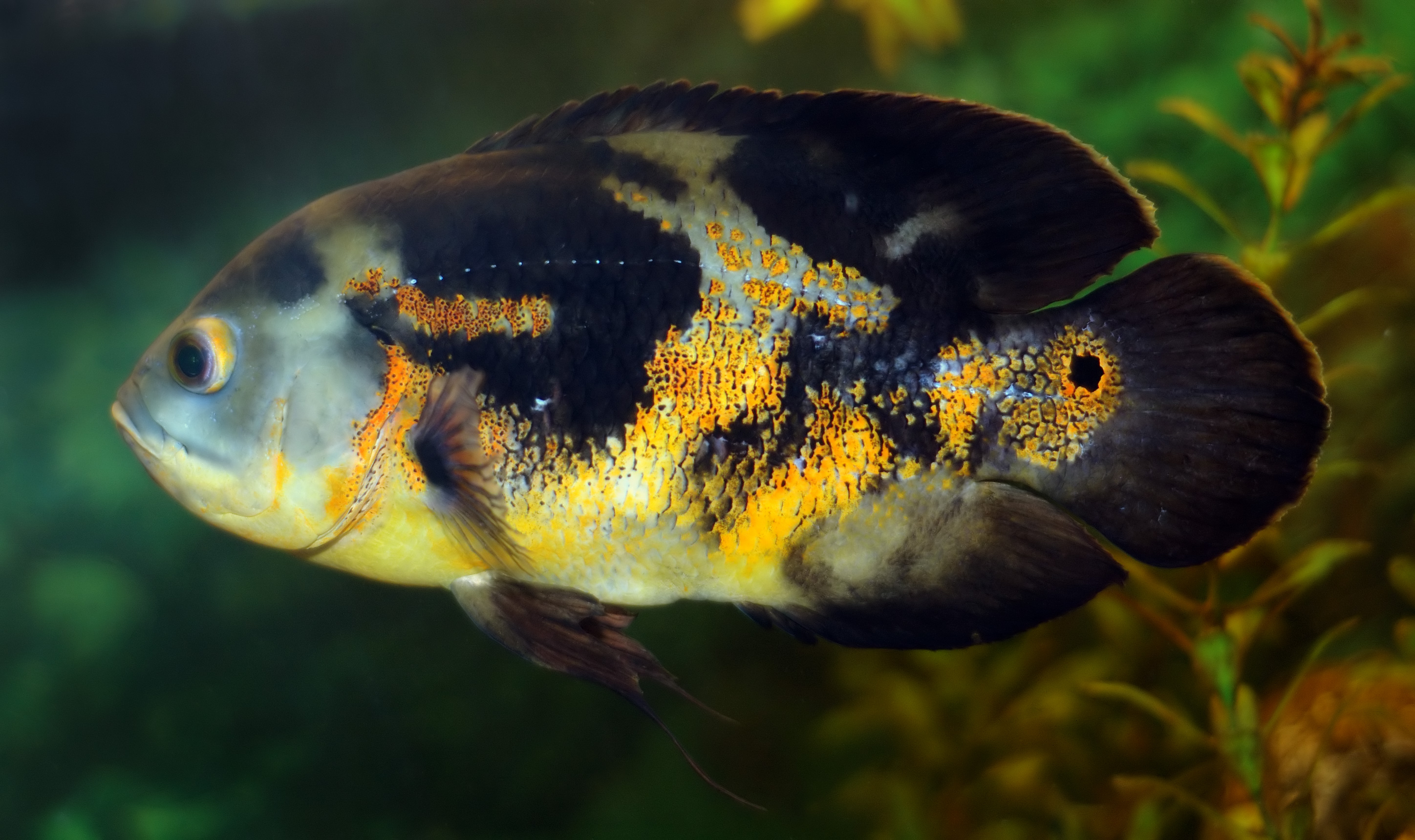
سمك الاوسكار